# Les Neyrolles
Les Neyrolles és un municipi francès situat al departament de l'Ain i a la regió d'Alvèrnia-Roine-Alps. L'any 2007 tenia 663 habitants.

## Demografia

### Població
El 2007 la població de fet de Les Neyrolles era de 663 persones. Hi havia 241 famílies de les quals 53 eren unipersonals (20 homes vivint sols i 33 dones vivint soles), 65 parelles sense fills, 86 parelles amb fills i 37 famílies monoparentals amb fills.
La població ha evolucionat segons el següent gràfic:
Habitants censats

### Habitatges
El 2007 hi havia 289 habitatges, 250 eren l'habitatge principal de la família, 12 eren segones residències i 27 estaven desocupats. 209 eren cases i 79 eren apartaments. Dels 250 habitatges principals, 144 estaven ocupats pels seus propietaris, 101 estaven llogats i ocupats pels llogaters i 5 estaven cedits a títol gratuït; 1 tenia una cambra, 16 en tenien dues, 41 en tenien tres, 83 en tenien quatre i 109 en tenien cinc o més. 200 habitatges disposaven pel capbaix d'una plaça de pàrquing. A 113 habitatges hi havia un automòbil i a 114 n'hi havia dos o més.

### Piràmide de població
La piràmide de població per edats i sexe el 2009 era:
| Homes | Edats   | Dones |
| ----- | ------- | ----- |
| 4     | 95 o +  | 0     |
| 0     | 90 a 94 | 0     |
| 4     | 85 a 89 | 8     |
| 4     | 80 a 84 | 0     |
| 8     | 75 a 79 | 4     |
| 16    | 70 a 74 | 16    |
| 4     | 65 a 69 | 8     |
| 12    | 60 a 64 | 12    |
| 24    | 55 a 59 | 12    |
| 24    | 50 a 54 | 32    |
| 20    | 45 a 49 | 24    |
| 20    | 40 a 44 | 16    |
| 24    | 35 a 39 | 16    |
| 20    | 30 a 34 | 32    |
| 32    | 25 a 29 | 20    |
| 4     | 20 a 24 | 12    |
| 20    | 15 a 19 | 8     |
| 16    | 10 a 14 | 36    |
| 20    | 5 a 9   | 44    |
| 20    | 0 a 4   | 20    |

## Economia
El 2007 la població en edat de treballar era de 430 persones, 293 eren actives i 137 eren inactives. De les 293 persones actives 235 estaven ocupades (134 homes i 101 dones) i 60 estaven aturades (33 homes i 27 dones). De les 137 persones inactives 41 estaven jubilades, 32 estaven estudiant i 64 estaven classificades com a «altres inactius».

### Ingressos
El 2009 a Les Neyrolles hi havia 244 unitats fiscals que integraven 648 persones, la mediana anual d'ingressos fiscals per persona era de 16.689 €.

### Activitats econòmiques
Dels 27 establiments que hi havia el 2007, 1 era d'una empresa alimentària, 8 d'empreses de fabricació d'altres productes industrials, 5 d'empreses de construcció, 6 d'empreses de comerç i reparació d'automòbils, 1 d'una empresa d'hostatgeria i restauració, 3 d'empreses financeres, 1 d'una empresa immobiliària, 1 d'una entitat de l'administració pública i 1 d'una empresa classificada com a «altres activitats de serveis».
Dels 8 establiments de servei als particulars que hi havia el 2009, 1 era un taller de reparació d'automòbils i de material agrícola, 1 paleta, 1 fusteria, 1 electricista, 2 empreses de construcció, 1 restaurant i 1 agència immobiliària.
Dels 2 establiments comercials que hi havia el 2009, 1 era una botiga de més de 120 m² i 1 una llibreria.

## Equipaments sanitaris i escolars
El 2009 hi havia una escola elemental.

## Poblacions més properes
El següent diagrama mostra les poblacions més properes.